# Craig Thomas (sceneggiatore)
Craig Thomas (August 18 1975) è uno sceneggiatore e produttore televisivo statunitense.

## Biografia
Insieme al suo collega Carter Bays, ha scritto episodi di American Dad!, Oliver Beene, Give Me Five e della sitcom di successo How I Met Your Mother, creata con il suo collega nel 2004 per il network televisivo CBS (tra si riporta The Pineapple Incident, Nothing good happens after 2.00 A.M. e The best burger in New York).
Nel 2012, How I Met Your Mother ha vinto il premio Best Comedy al People's Choice Awards.
Insieme a Carter Bays è inoltre membro dei The Solids, band che ha registrato brani per How I Met your Mother, tra cui Nothing Suits Me Like a Suit, che ha ricevuto una nomination agli Emmy Awards come miglior canzone originale.